# Horácká polévka
Horácká polévka je druh polévky z oblasti Horácka a Vysočiny, podobná jihočeské kulajdě. Základem jsou nakrájené brambory a houby (nejčastěji hřiby nebo lišky), a je zahuštěna zakysanou smetanou. Často se přidává také opečená cibule nebo mouka. Jako koření se používá kmín, někdy také kopr.